# Cypress Mountain
Cypress Mountain är ett skidområde beläget norr om Vancouver, British Columbia. Anläggningen har 47 namngivna pister, varav många är tillgängliga för kvällsskidåkning. Det finns även cirka 20 km längdskidåkningsspår. Skidområdet är byggt på två separata berg, Mt. Strachan och Black Mountain.
I Cypress Mountain hölls det tävlingar i freestyle och snowboard i de olympiska vinterspelen 2010.